# 버나드 벨러우
버나드 벨러우(영어: Bernard Belleau, 1925년 3월 15일 - 1989년 9월 1일)는 캐나다의 약리학자로, HIV와 B형 간염 바이러스 치료제인  라미부딘을 발견했다. 캐나다 맥길 대학교 졸업 후, 세계적 권위를 자랑하는 메모리얼 슬론케터링 암센터(Memorial Sloan-Kettering Cancer Center)에서 근무하였다.